# Bacino di Albuquerque

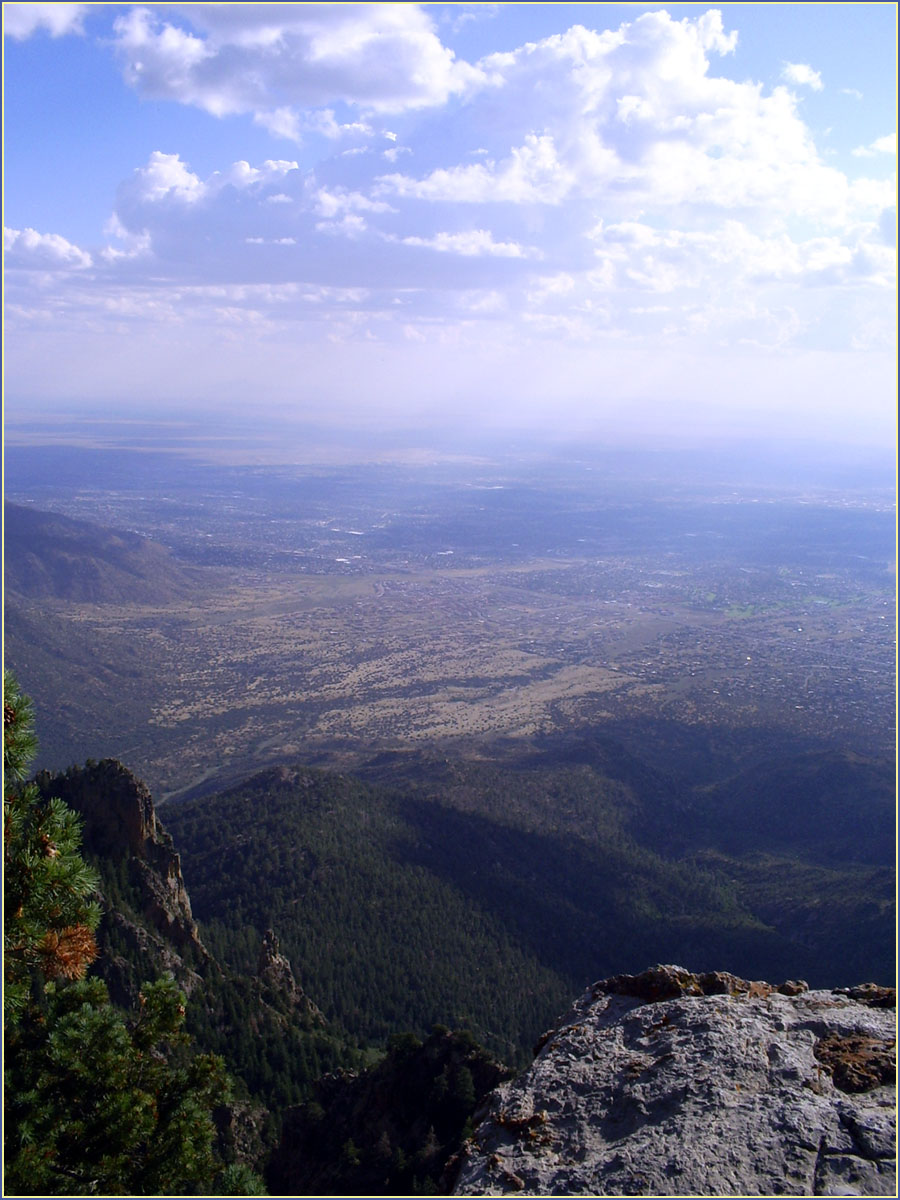
Il bacino di Albuquerque visto dai Monti Sandia.

Il bacino di Albuquerque (o bacino del Rio Grande) è uno dei più grandi e profondi bacini strutturali nel rift del Rio Grande. Contiene la città di Albuquerque, nel Nuovo Messico, nella parte meridionale degli Stati Uniti d'America.
Dal punto di vista geologico, il bacino di Albuquerque è un semi-graben che digrada verso est e termina nei Monti Sandia e Manzano. Ha un clima semiarido con vaste aree considerate desertiche. Dalle tracce dei primitivi abitatori paleoamericani che risalgono a 12.000 anni fa, risulta che a quel tempo il clima era più umido e l'ambiente maggiormente fertile.
L'importante fiume Rio Grande attraversa il bacino da nord a sud. La sua vallata mostra segni d'irrigazione da almeno un migliaio di anni, e si è fortemente intensificata dalla fine del XIX secolo con la creazione di dighe, argini e canalizzazioni che hanno causato seri problemi ambientali. Quando il livello dell'acqua del Rio Grande è troppo basso, Albuquerque deve ricorrere alle falde sotterranee per il suo approvvigionamento di acqua potabile. Queste falde si basano sui depositi ancestrali del Rio Grande, ma la dimensione di queste riserve non è nota con certezza.
Si ritiene che il bacino contenga anche gas naturale, ma c'è un'opposizione all'esplorazione per il timore dell'impatto che potrebbe avere sulle acque sotterranee e sulla qualità della vita.